# Rudolf Baier
Paul Rudolf Baier (22 de março de 1892, data de morte desconhecida) foi um ciclista alemão que participou nos Jogos Olímpicos de Estocolmo 1912.
Em 1912, foi membro da equipe de ciclismo alemã que terminou em sexto no contrarrelógio por equipes. No contrarrelógio individual, foi o vigésimo sétimo colocado.